# Teatrologie
Teatrologie nebo divadelní věda je odvětví humanitních věd, které se zabývá studiem divadelního umění. Základními obory teatrologie jsou divadelní teorie, divadelní historiografie a divadelní kritika.

## Historie
Prvními zachovanými texty, které teoreticky zkoumaly divadlo, je Aristotelova Poetika a Natjašástra indického mudrce Bharaty Muniho. V novověku se analýzou divadelní tvorby zabývali Gotthold Ephraim Lessing (Hamburská dramaturgie), Denis Diderot (Herecký paradox), kritik Francisque Sarcey a průkopník moderního zpěvu a tance François Delsarte, výrazný vliv na vývoj teorie měly spisy divadelních reformátorů, jako byli Edward Gordon Craig nebo Konstantin Sergejevič Stanislavskij (Moje výchova k herectví). Zakladatelem teatrologie jako samostatné vědní disciplíny je Max Herrmann, který v roce 1923 založil v Berlíně první specializovaný ústav divadelní vědy.

## Světoví teatrologové
- Artur Kutscher
- Joseph Gregor
- Antonin Artaud
- Eugenio Barba (zakladatel Mezinárodní školy divadelní antropologie)
- Andrzej Tadeusz Kijowski (sociologie divadla)
- Erika Fischer-Lichte
- Patrice Pavis (sémiolog, česky vyšel jeho Divadelní slovník)

## Čeští teatrologové
- Otakar Zich
- Václav Tille (Kouzelná moc divadla)
- Emil František Burian: program avantgardního divadla v knize Pojďte, lidé na divadla s železnýma kladivama
- Radovan Lukavský (Být nebo nebýt. Monology o herectví)
- František Černý, hlavní redaktor akademických Dějin českého divadla
- Jan Císař
- Vladimír Just